# Campionato europeo femminile di pallavolo 1950
Il campionato europeo femminile di pallavolo 1950 si è svolto dal 14 al 22 ottobre 1950 a Sofia, in Bulgaria: al torneo hanno partecipato sei squadre nazionali europee e la vittoria finale è andata per la seconda volta consecutiva all'[[Nazionale femminile  di pallavolo dell'
Unione Sovietica|
Unione Sovietica]].

## Impianti
|                                                       |  |  |
|                                                       |  |  |
| Velodromo Città: Sofia Capienza: - Anno d'apertura: - |  |  |

## Regolamento

### Formula
Le squadre hanno disputato un'unica fase con formula del girone all'italiana.

### Criteri di classifica
Sono stati assegnati 2 punti alla squadra vincente e 1 a quella sconfitta.
L'ordine del posizionamento in classifica è stato definito in base a:
- Punti;
- Ratio dei set vinti/persi;
- Ratio dei punti realizzati/subiti;
- Risultati degli scontri diretti.

## Squadre partecipanti
| Squadra | Qualificazione      | Ultima partecipazione |
| --- | ------------------- | --------------------- |
| Bulgaria | Paese organizzatore | Debutto               |
| Cecoslovacchia | -                   | Cecoslovacchia 1949   |
| Polonia | -                   | Cecoslovacchia 1949   |
| Romania | -                   | Cecoslovacchia 1949   |
| Ungheria | -                   | Cecoslovacchia 1949   |
| [[File: Flag of the Soviet Union (1936 – 1955).svg\|class=noviewer\| Unione Sovietica (bandiera)\|border\|20x16px]] [[Nazionale femminile di pallavolo dell' Unione Sovietica\| Unione Sovietica]] | -                   | Cecoslovacchia 1949   |

## Torneo

### Risultati
| 14 ottobre 1950 Velodromo, Sofia Durata: ? - Spettatori: ? | Polonia | 3 - 0 | Bulgaria       | 15-12, 15-7, 15-7             |
| 15 ottobre 1950 Velodromo, Sofia Durata: ? - Spettatori: ? | Cecoslovacchia | 3 - 0 | Ungheria       | 15-7, 15-11, 15-3             |
| 15 ottobre 1950 Velodromo, Sofia Durata: ? - Spettatori: ? | [[Nazionale femminile di pallavolo dell' Unione Sovietica\| Unione Sovietica]] [[File: Flag of the Soviet Union (1936 – 1955).svg\|class=noviewer\| Unione Sovietica (bandiera)\|border\|20x16px]] | 3 - 0 | Romania        | 15-3, 15-0, 15-3              |
| 16 ottobre 1950 Velodromo, Sofia Durata: ? - Spettatori: ? | Polonia | 3 - 1 | Cecoslovacchia | 15-9, 15-3, 12-15, 17-15      |
| 16 ottobre 1950 Velodromo, Sofia Durata: ? - Spettatori: ? | [[Nazionale femminile di pallavolo dell' Unione Sovietica\| Unione Sovietica]] [[File: Flag of the Soviet Union (1936 – 1955).svg\|class=noviewer\| Unione Sovietica (bandiera)\|border\|20x16px]] | 3 - 0 | Ungheria       | 15-6, 15-7, 15-4              |
| 17 ottobre 1950 Velodromo, Sofia Durata: ? - Spettatori: ? | Bulgaria | 3 - 1 | Romania        | 9-15, 15-9, 15-8, 15-8        |
| 18 ottobre 1950 Velodromo, Sofia Durata: ? - Spettatori: ? | Cecoslovacchia | 3 - 0 | Bulgaria       | 15-7, 15-13, 15-3             |
| 18 ottobre 1950 Velodromo, Sofia Durata: ? - Spettatori: ? | Romania | 3 - 2 | Ungheria       | 15-8, 7-15, 12-15, 15-4, 15-9 |
| 19 ottobre 1950 Velodromo, Sofia Durata: ? - Spettatori: ? | [[Nazionale femminile di pallavolo dell' Unione Sovietica\| Unione Sovietica]] [[File: Flag of the Soviet Union (1936 – 1955).svg\|class=noviewer\| Unione Sovietica (bandiera)\|border\|20x16px]] | 3 - 0 | Polonia        | 15-6, 15-2, 16-14             |
| 20 ottobre 1950 Velodromo, Sofia Durata: ? - Spettatori: ? | Polonia | 3 - 0 | Romania        | 15-10, 15-6, 15-8             |
| 20 ottobre 1950 Velodromo, Sofia Durata: ? - Spettatori: ? | Bulgaria | 3 - 1 | Ungheria       | 13-15, 18-16, 15-8, 15-7      |
| 21 ottobre 1950 Velodromo, Sofia Durata: ? - Spettatori: ? | [[Nazionale femminile di pallavolo dell' Unione Sovietica\| Unione Sovietica]] [[File: Flag of the Soviet Union (1936 – 1955).svg\|class=noviewer\| Unione Sovietica (bandiera)\|border\|20x16px]] | 3 - 0 | Cecoslovacchia | 15-11, 15-5, 15-8             |
| 22 ottobre 1950 Velodromo, Sofia Durata: ? - Spettatori: ? | Cecoslovacchia | 3 - 0 | Romania        | 15-6, 15-9, 15-11             |
| 22 ottobre 1950 Velodromo, Sofia Durata: ? - Spettatori: ? | [[Nazionale femminile di pallavolo dell' Unione Sovietica\| Unione Sovietica]] [[File: Flag of the Soviet Union (1936 – 1955).svg\|class=noviewer\| Unione Sovietica (bandiera)\|border\|20x16px]] | 3 - 0 | Bulgaria       | 15-1, 15-3, 15-2              |
| 22 ottobre 1950 Velodromo, Sofia Durata: ? - Spettatori: ? | Polonia | 3 - 0 | Ungheria       | 15-6, 15-5, 15-5              |

### Classifica
| Pos. | Squadra | Pt | G | V | P | SV | SP | Ratio | PF  | PS  | Ratio |
| ---- | --- | -- | - | - | - | -- | -- | ----- | --- | --- | ----- |
| 1.   | [[File: Flag of the Soviet Union (1936 – 1955).svg\|class=noviewer\| Unione Sovietica (bandiera)\|border\|20x16px]] [[Nazionale femminile di pallavolo dell' Unione Sovietica\| Unione Sovietica]] | 10 | 5 | 5 | 0 | 15 | 0  | MAX   | 225 | 75  | 3,000 |
| 2.   | Polonia | 8  | 5 | 4 | 1 | 12 | 4  | 3,000 | 216 | 153 | 1,411 |
| 3.   | Cecoslovacchia | 6  | 5 | 3 | 2 | 10 | 6  | 1,666 | 201 | 174 | 1,155 |
| 4.   | Bulgaria | 4  | 5 | 2 | 3 | 6  | 11 | 0,545 | 170 | 221 | 0,769 |
| 5.   | Romania | 2  | 5 | 1 | 4 | 4  | 14 | 0,285 | 160 | 240 | 0,666 |
| 6.   | Ungheria | 0  | 5 | 0 | 5 | 3  | 15 | 0,200 | 151 | 260 | 0,580 |

## Classifica finale
| Pos     | Squadra |
| ------- | --- |
| Oro     | [[File: Flag of the Soviet Union (1936 – 1955).svg\|class=noviewer\| Unione Sovietica (bandiera)\|border\|40x40px]] [[Nazionale femminile di pallavolo dell' Unione Sovietica\| Unione Sovietica]] |
| Argento | Polonia |
| Bronzo  | Cecoslovacchia |
| 4       | Bulgaria |
| 5       | Romania |
| 6       | Ungheria |